# 長蛇座58
長蛇座58，又名CD-2710073，HD 130694、SAO 182911、HR 5526，是長蛇座的一颗恒星，视星等为4.41，位于銀經332.65，銀緯27.97，其B1900.0坐标为赤經14h 44m 24.8s，赤緯-27° 27.97′ 38″。